# Liam Rosenior
Liam Rosenior (ur. 9 lipca 1984 roku w Londynie, w Anglii) – były angielski piłkarz i trener, występujący na pozycji obrońcy, obecnie trener RC Strasbourg. Młodzieżowy reprezentant Anglii.

## Kariera
Młody obrońca został sprowadzony do Fulham w listopadzie 2003 roku. Został kupiony z trzecioligowego Bristol City F.C. za 55 tys. £. W ekipie The Cottagers zadebiutował 22 września 2004 roku, w wyjazdowym meczu Pucharu Ligi Angielskiej z Boston United (wygrana 4-1). W zespole z Londynu Rosenior szybko się zaaklimatyzował, dobrze grając pierwsze pół sezonu w zespole rezerw. Resztę sezonu Rosenior spędził wówczas na wypożyczeniu w Torquay United F.C., gdzie menedżerem jest jego ojciec, przed laty piłkarz West Hamu i Fulham, Leroy Rosenior. Po powrocie z wypożyczenia młody piłkarz zaczął grać poważną rolę w drużynie z zachodniego Londynu. W Premier League pierwszy mecz rozegrał 13 grudnia, przeciwko Manchesterowi United, a w całym sezonie 2004/05 rozegrał ponad 20 spotkań. W kwietniu 2005 roku obrońca przedłużył swój kontrakt z londyńczykami do 2007 roku. O miejsce na prawej obronie The Cottagers walczył przede wszystkim z Niemcem Moritzem Volzem.
31 sierpnia 2007 Rosenior przeszedł do Reading F.C. Na początku września 2009 roku wypożyczono go do Ipswich Town. W 2010 roku przeszedł do Hull City. W czerwcu 2013 przedłużył kontrakt z klubem na dwa lata.